# Agathosma phillipsii
Agathosma phillipsii är en vinruteväxtart som beskrevs av Dümmer. Agathosma phillipsii ingår i släktet Agathosma och familjen vinruteväxter. Inga underarter finns listade i Catalogue of Life.